# Collio (Italia)
Collio es una comune italiana de la provincia de Brescia, región de Lombardía. Tiene una población estimada, a fines de agosto de 2021, de 2052 habitantes.

## Evolución demográfica
| Gráfica de evolución demográfica de Collio entre 1861 y 2021 |
|                                                              |
| Fuente ISTAT - elaboración gráfica de Wikipedia              |